# El Parral, Spanien
El Parral är en ort i Spanien.   Den ligger i provinsen Provincia de Ávila och regionen Kastilien och Leon, i den centrala delen av landet, 120 km väster om huvudstaden Madrid. El Parral ligger 1 053 meter över havet och antalet invånare är 121.
Terrängen runt El Parral är platt norrut, men söderut är den kuperad. Runt El Parral är det mycket glesbefolkat, med 5 invånare per kvadratkilometer. Närmaste större samhälle är Crespos, 8,2 km norr om El Parral. Trakten runt El Parral består till största delen av jordbruksmark.